# 1431 w literaturze
Wydarzenia literackie w 1431 roku.

## Urodzili się
- François Villon, francuski poeta (zm. po 1463)

## Zmarli
- Stanisław ze Skarbimierza, polski pisarz